# Aarid Maql Saab
Aarid Maql Saab är ett berg i Libanon.   Det ligger i guvernementet Mohafazat Aakkâr, i den nordöstra delen av landet, 100 kilometer nordost om huvudstaden Beirut. Toppen på Aarid Maql Saab är 1 600 meter över havet.
Terrängen runt Aarid Maql Saab är huvudsakligen kuperad, men västerut är den bergig. Närmaste större samhälle är El Hermel, 14,7 kilometer sydost om Aarid Maql Saab. 
Omgivningarna runt Aarid Maql Saab är i huvudsak ett öppet busklandskap. Runt Aarid Maql Saab är det ganska tätbefolkat, med 86 invånare per kvadratkilometer.